# Vipera monticola
Vipera monticola är en ormart som beskrevs av Saint Girons 1953. Den ingår i släktet Vipera och familjen huggormar. IUCN kategoriserar arten globalt som nära hotad, och populationen minskar. Inga underarter finns listade.

## Beskrivning
Vipera monticola är en mycket liten orm, med en längd för vuxna djur mellan 25 och 39 cm. Kroppen är slank med ett litet, triangelformat huvud och en kort svans (den avslutande, avsmalnande delen av kroppen).

## Utbredning
Arten förekommer i några få bergsdalar i Atlasbergen i Marocko, där den lever på höjder mellan 1 200 och 4 000 m. Den föredrar steniga habitat med viss fuktighet, och kan påträffas i stenbranter och områden med taggiga buskage.

## Ekologi
Vipera monticola föredrar steniga habitat med viss fuktighet, och kan påträffas i stenbranter och områden med taggiga buskage. Den är dagaktiv, och söker skydd under stenar eller under taggiga buskar under natten. Födan består främst av ödlor, som skinkar, geckoödlor och egentliga ödlor (Lacertidae). När det är ont om föda, kan den också ta större insekter.